# Guoquan Lu
Guoquan Lu (chiń. 国权路站) – stacja początkowa metra w Szanghaju, na linii 10. Zlokalizowana jest pomiędzy stacjami Wujiaochang i Tongji Daxue. Została otwarta 10 kwietnia 2010.